# Rete tranviaria di Orléans
La rete tranviaria di Orléans è la rete tranviaria che serve la città francese di Orléans. È composta da due linee.